# Schweizerhofquai

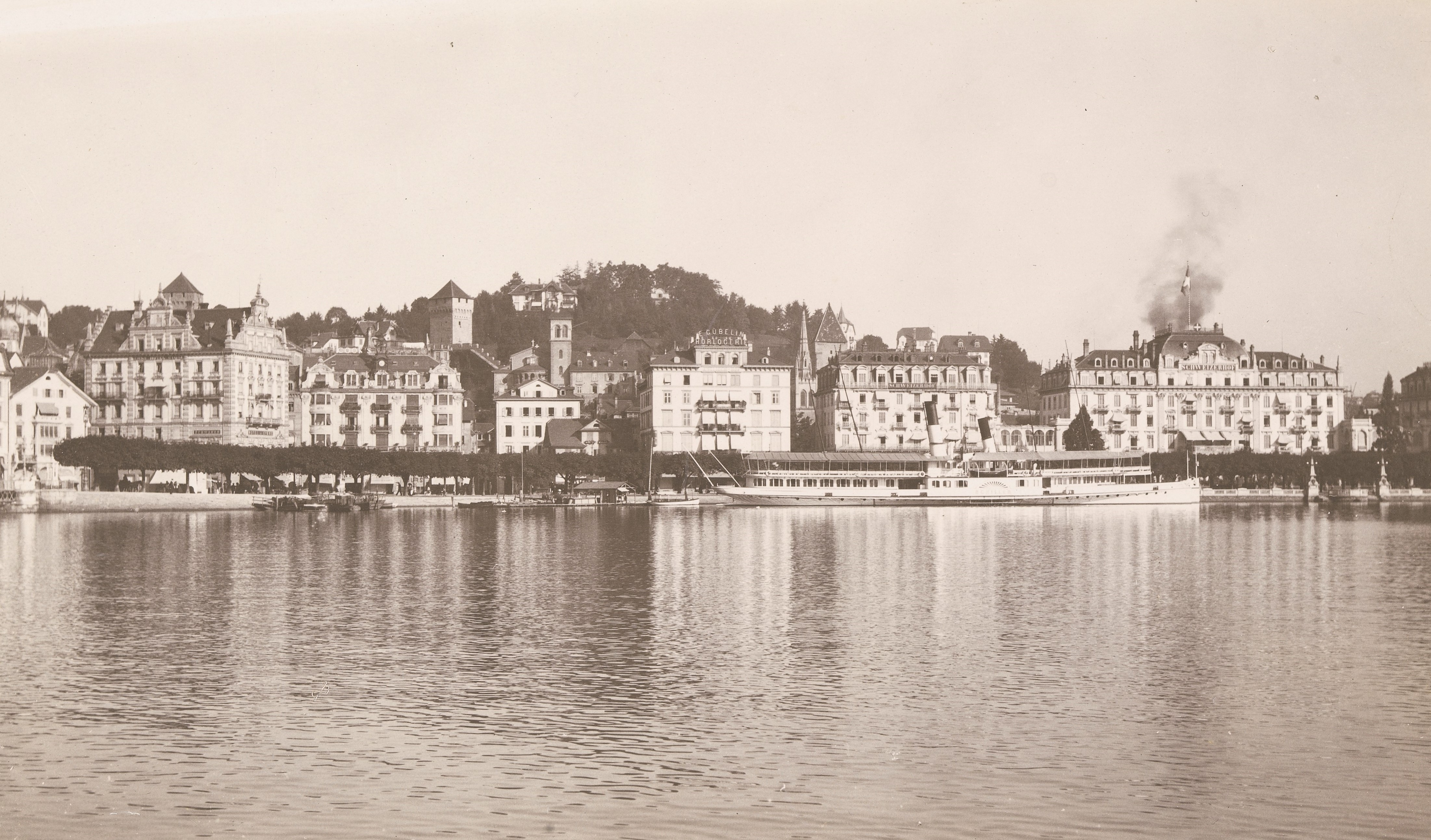
Schweizerhofquai 1910

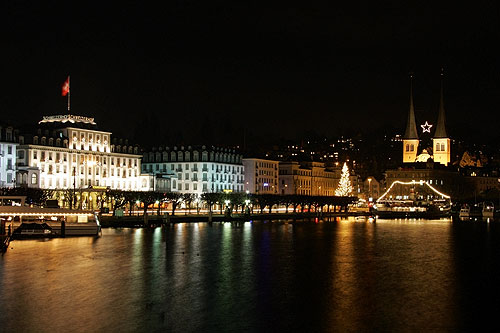
Schweizerhofquai bei Nacht

Schweizerhofquai zwischen 1890 und 1900

Der Schweizerhofquai in Luzern ist der Quaiabschnitt zwischen dem Schwanenplatz und dem Kurplatz in der Stadt Luzern. Er liegt auf der rechten Uferseite des Vierwaldstättersees. Zusammen mit dem östlich folgenden Nationalquai ist er im Inventar historischer Verkehrswege der Schweiz als national bedeutend eingetragen.

## Geschichte
Die Stadtregierung von Luzern plante bereits 1836 die Anlage einer Strassenverbindung zwischen dem Schwanenplatz und dem Hofquartier mit der Hofkirche St. Leodegar im Hof. Ein erster schmaler Quai wurde dann in den Jahren 1844 bis 1845, gleichzeitig mit dem Bau des Hotel Schweizerhof Luzern, errichtet. Vom Namen des Hotels erhielt der Quai seinen Namen. Ein Teil der noch bestehenden Hofbrücke (die übrigen Reste wurden 1852 abgebrochen) war dem neuen Hotel und Quai im Weg. Die Brücke wurde deshalb um 100 m gekürzt (bis auf die Höhe der heutigen Töpferstrasse). Der russische Autor Lew Nikolajewitsch Tolstoi beschreibt diesen schnurgeraden Sockeldamm, der seines Erachtens nur aus Rücksicht gegenüber den englischen Touristen gebaut wurde, in seiner Kurzgeschichte Luzern.
Bereits 1860 wurde der Quai bis zum heutigen Ende beim Kurplatz verlängert. Die Reste der Hofbrücke wurden abgebrochen. Gleichzeitig entstanden zwei Anlegestellen für die Dampfschiffe. Der Flüelersteg (für Schiffe nach Flüelen) auf der Höhe der Seehofstrasse und der Alpnachersteg (für Schiffe nach Alpnachstad/Pilatus) auf der Höhe Alpenstrasse. Während der Flüelersteg heute noch genutzt wird, ist am Alpnachersteg das ausrangierte Dampfschiff Wilhelm Tell (heute ein Restaurant) festgemacht.
1891 erhielt der Schweizerhofquai als erste Strasse in Luzern eine elektrische Beleuchtung. Der Quai wurde 1895 bis 1896 mit Aushubmaterial des Stadttunnels Sonnenberg um weitere zehn Meter verbreitert. Gleichzeitig entstand die Strasse in der heutigen Breite, die etwa die Hälfte der Seeaufschüttung für sich beansprucht. Der seeseitige Teil blieb verkehrsfrei und wird bis heute von Touristen und Spaziergängern rege genutzt.
Auf der Höhe des Hotels Schweizerhof ist ein kleiner Aussichtsbalkon mit Balustraden, zwei Obelisken und zwei kleinen Treppenfluchten zum Wasser erhalten geblieben. Dies war die Anlegestelle, die 1893 eigens für den Deutschen Kaiser Wilhelm II. und seine Gattin anlässlich deren Besuchs in Luzern erstellt wurde. Damals war der gesamte Schweizerhof noch mit Balustraden gesäumt. Diese wurden erst in der zweiten Hälfte des 20. Jahrhunderts weggerissen mit der gleichen Begründung (freiere Sicht) wie seinerzeit beim Abbruch der hier entlang führenden Hofbrücke.